# Château de Tolquhon
Le château de Tolquhon (prononcé tol-houn, parfois écrit Tolquhoun) se trouve dans l'Aberdeenshire, région du nord de l'Écosse, à quelques dizaines de kilomètres au nord-ouest d'Aberdeen. 

## Historique
Le château actuel a été construit par William Forbes, 7e seigneur de Forbes, entre 1584 et 1589 pour remplacer une ancienne maison-tour appelée Tour Preston. 

## Architecture
Le château est construit autour d'une cour rectangulaire. Dans le coin nord-est, s'élève la tour Preston, haute de quatre étages à l'origine, mais dont il ne reste plus que le premier. Les ailes est et ouest, composées de deux étages, abritaient les pièces destinées au service des châtelains, telles que la boulangerie ou les logements des domestiques. 
Deux embrasures pour les armes sont percées dans les tours encadrant l'entrée, conception que l'on retrouve dans le château de Dean (en). Autre originalité de Tolquhon, la salle principale a un sol carrelé en pierre.

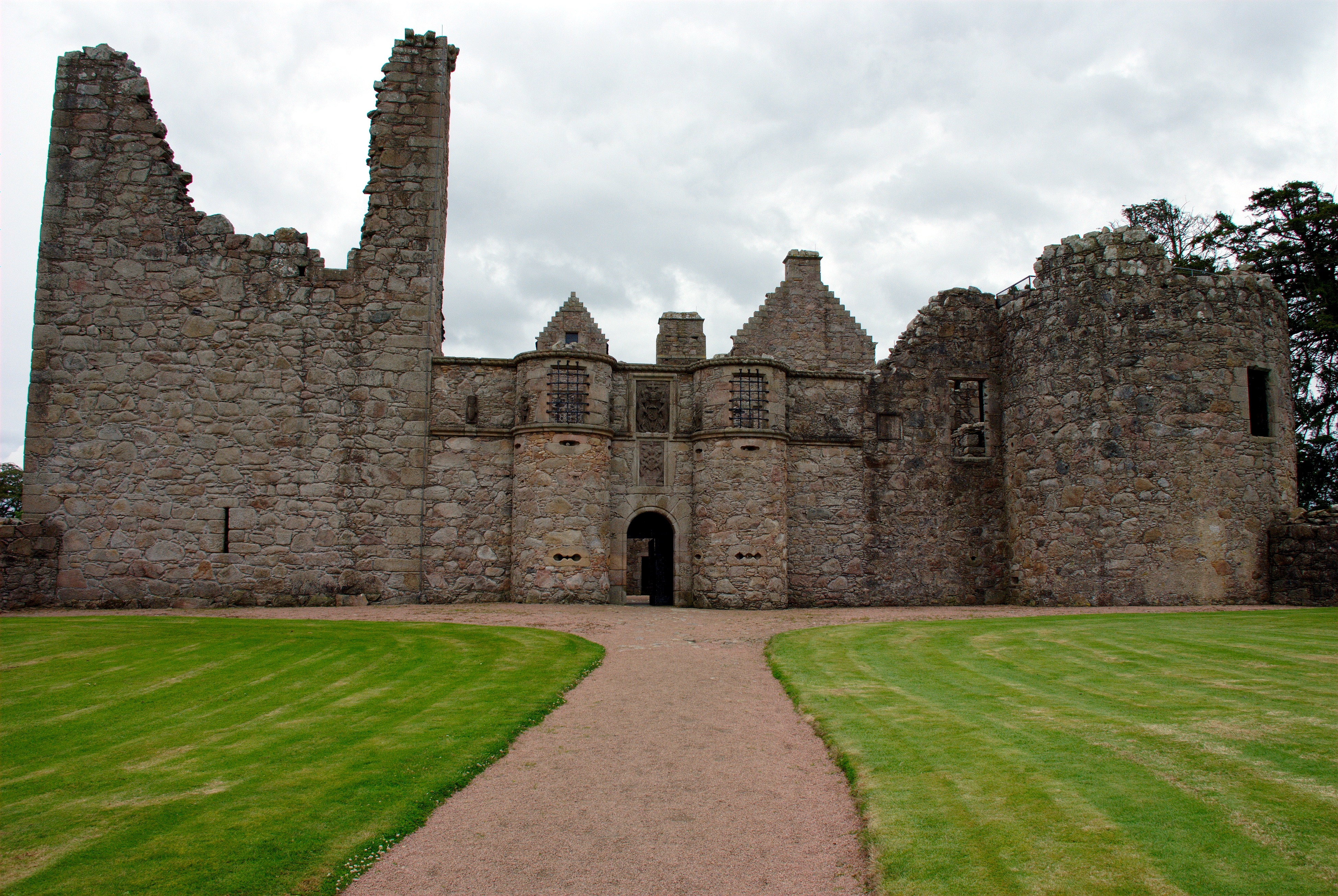
Vue de face
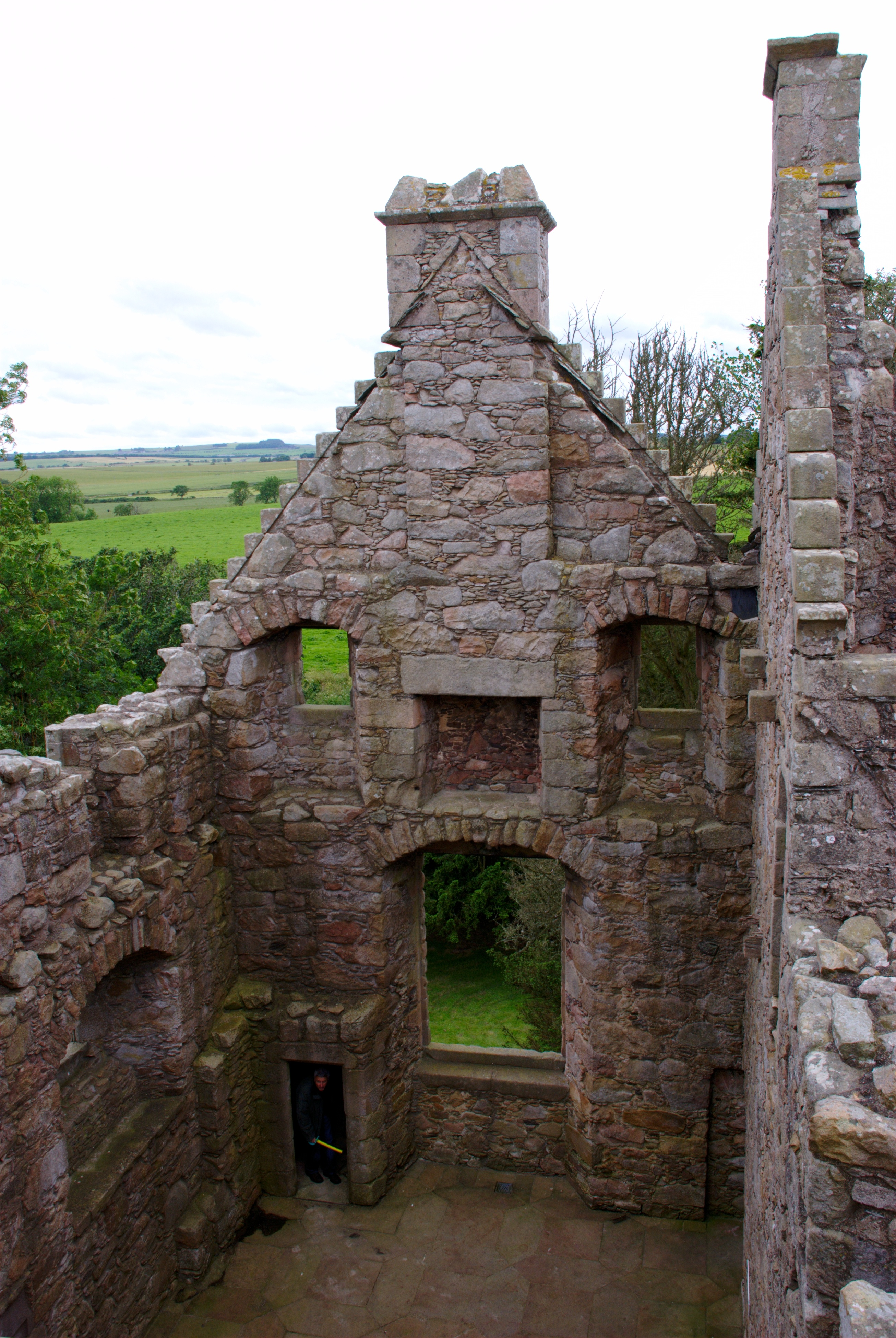
Hall principal vu du dessus
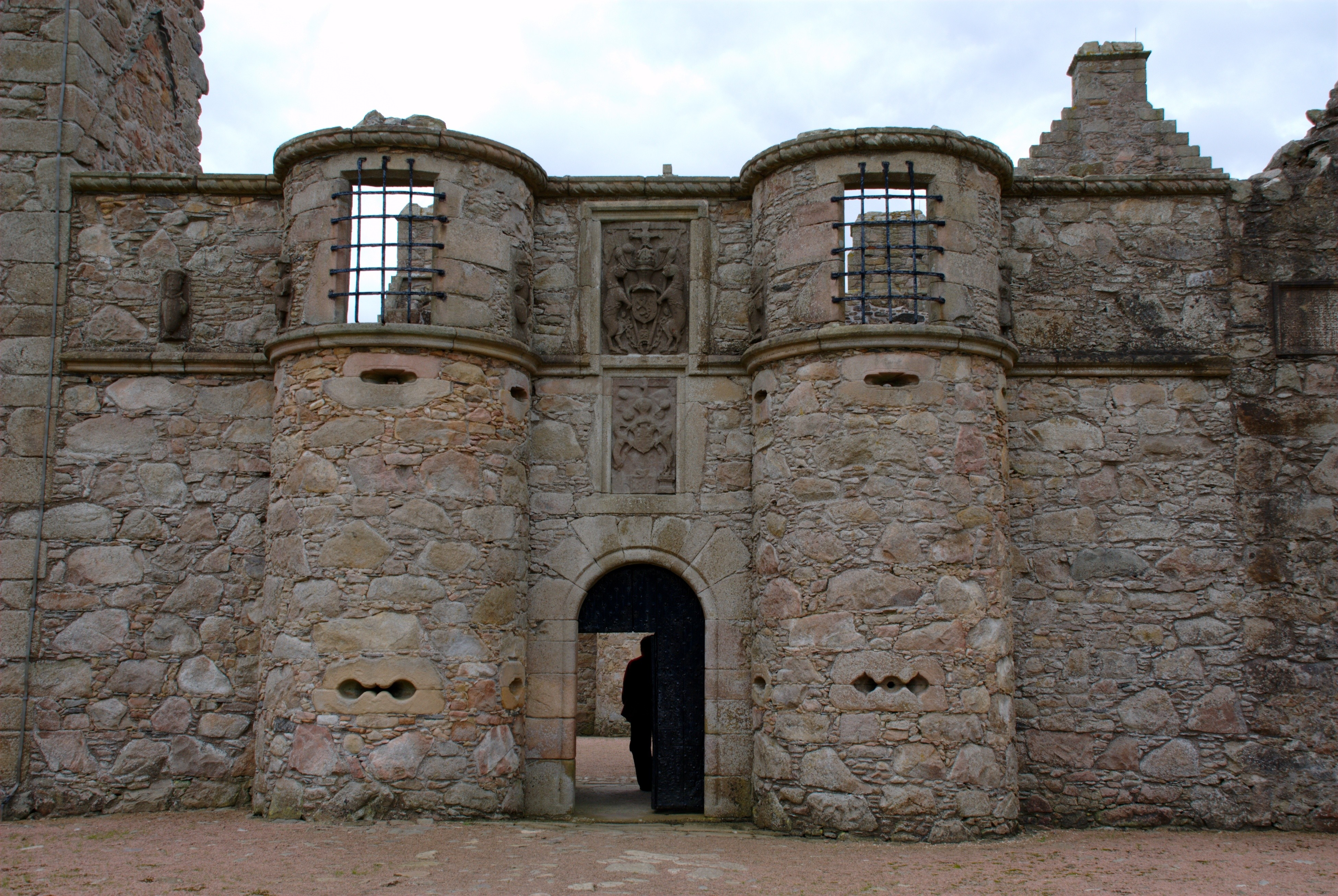
Entrée
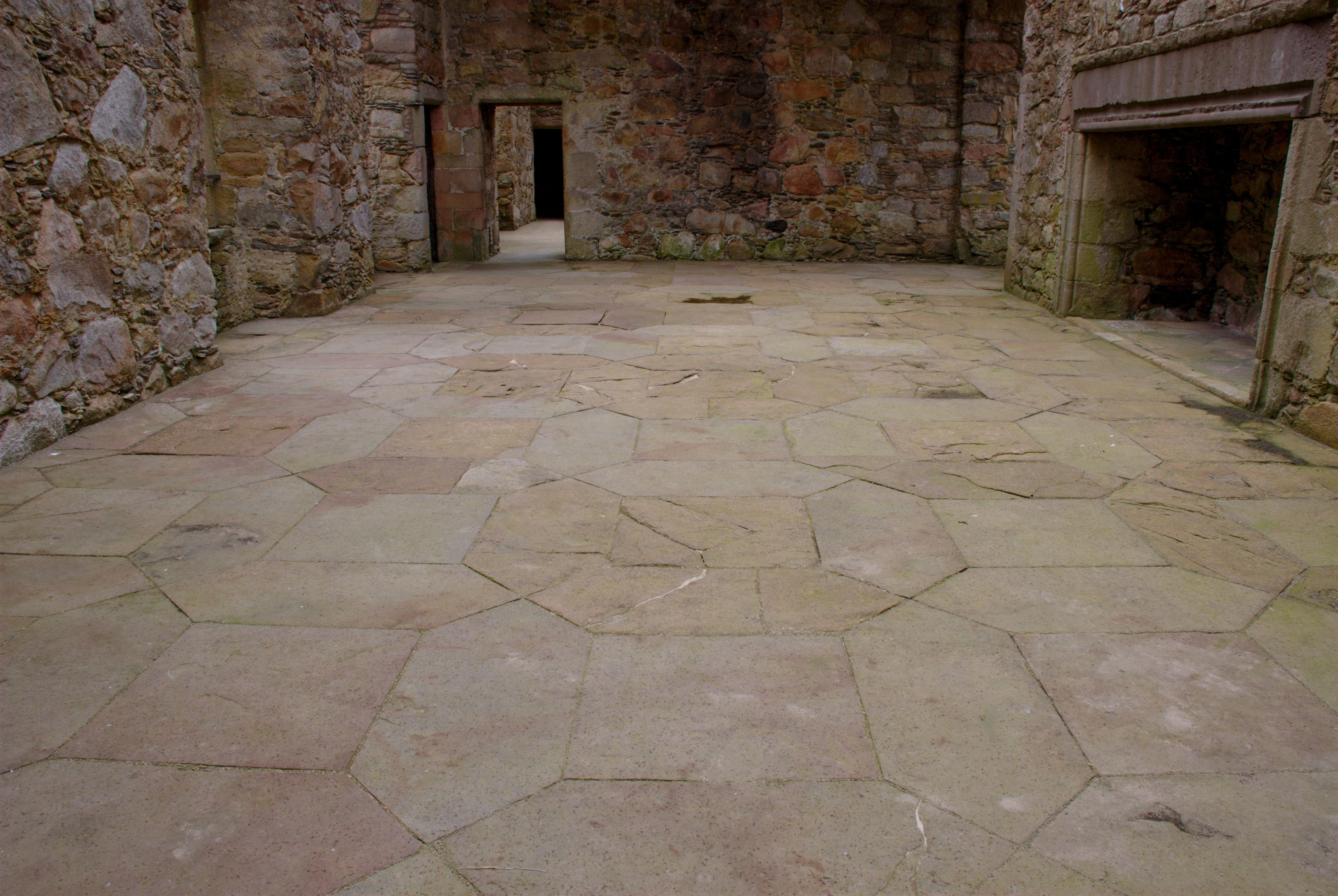
Détail du sol carrelé en pierre dans le hall principal